# باکنر، آرکانزاس
باکنر (به انگلیسی: Buckner) یک شهر در ایالات متحده آمریکا است که در شهرستان لافایت، آرکانزاس واقع شده‌است. باکنر ۳٫۲۳ کیلومتر مربع مساحت و ۲۷۵ نفر جمعیت دارد و ۸۹ متر بالاتر از سطح دریا واقع شده‌است.

## آب و هوا
آب و هوای این منطقه با تابستانهای گرم و مرطوب و معمولاً زمستان‌های معتدل تا خنک شناخته می‌شود. طبق سیستم طبقه‌بندی آب و هوای Köppen، باکنر دارای آب و هوای نیمه گرمسیری مرطوب می‌باشد.